# 塞纳河畔埃尔布莱
塞纳河畔埃尔布莱（法語：Herblay-sur-Seine，法語發音：[ɛʁblɛ syʁ sɛn]，2018年之前名为埃尔布莱 (Herblay)）是法国法蘭西島大區瓦兹河谷省的一个市镇，属于阿让特伊区。

## 地理
塞纳河畔埃尔布莱（48°59'25"N, 2°9'56"E）面积12.74 平方千米，位于法国法蘭西島大區瓦兹河谷省，该省份为法国北部内陆省份，北起瓦兹省，西接厄尔省，南至塞纳-圣但尼省、上塞纳省和伊夫林省，东临塞纳-马恩省。
与塞纳河畔埃尔布莱接壤的市镇（或旧市镇、城区）包括：皮埃尔莱、阿谢尔、孔夫朗-圣奥诺里讷、埃拉尼、塞纳河畔拉弗雷特、蒙蒂尼莱科尔梅耶、圣旺洛莫讷。

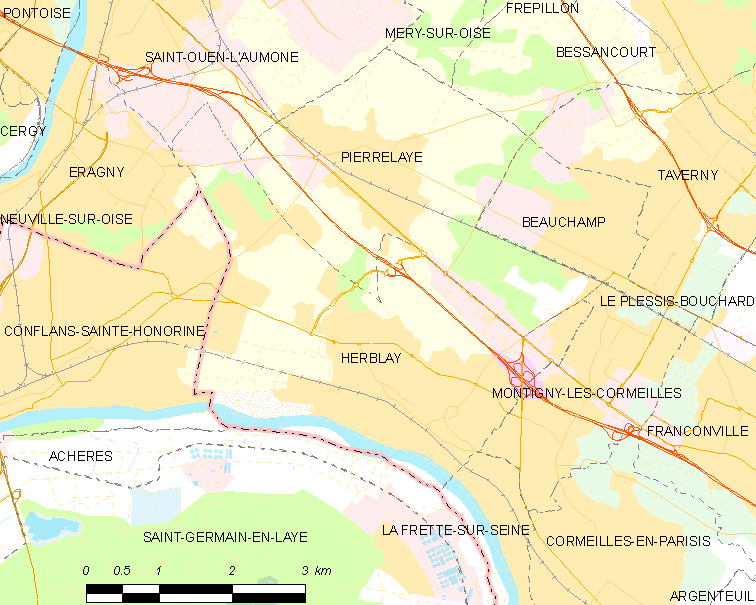
塞纳河畔埃尔布莱的OSM定位图

塞纳河畔埃尔布莱的时区为UTC+01:00、UTC+02:00（夏令时）。

## 行政
塞纳河畔埃尔布莱的邮政编码为95220，INSEE市镇编码为95306。

## 政治
塞纳河畔埃尔布莱所属的省级选区为塞纳河畔埃尔布莱县。

## 人口

1962-2008年间塞纳河畔埃尔布莱人口变化图示

塞纳河畔埃尔布莱于2022年1月1日时的人口数量为31818人。